# Туя (Поморське воєводство)
Туя (пол. Tuja, нім. Tiege) — село в Польщі, у гміні Новий Двур-Гданський Новодворського повіту Поморського воєводства.
Населення — 200 осіб (2011).
У 1975-1998 роках село належало до Ельблонзького воєводства.

## Демографія
Демографічна структура станом на 31 березня 2011 року:
|          | Загалом | Допрацездатний вік | Працездатний вік | Постпрацездатний вік |
| -------- | ------- | ------------------ | ---------------- | -------------------- |
| Чоловіки | 108     | 37                 | 64               | 7                    |
| Жінки    | 92      | 20                 | 64               | 8                    |
| Разом    | 200     | 57                 | 128              | 15                   |